# Österreichischer Musikrat
Der Österreichische Musikrat (engl. Austrian Music Council, kurz: ÖMR) ist Teil des mit der UNESCO assoziierten Internationalen Musikrats (IMC) – der sich als „Stimme der Musik der Welt“, als Dachorganisation der musikbezogenen NGOs versteht – und somit auch Mitglied des Europäischen Musikrats (EMC). Ziel des ÖMR als Interessenvertretung für Musik in Österreich ist die Koordinierung und Vernetzung der in und mit Musik Tätigen, sowie die Vertiefung und Förderung der Vielfalt der Musik aus Österreich.

## Grundlage
Der ÖMR  bezieht sich in seiner Arbeit auf die vom Internationalen Musikrat definierten Grundrechte bezüglich Musik (Five Music Rights):
1. Alle Kinder und Erwachsenen haben das Recht, sich in aller Freiheit musikalisch auszudrücken
2. Alle Kinder und Erwachsenen haben das Recht, musikalische Ausdrucksformen und Fähigkeiten zu erlernen
3. Alle Kinder und Erwachsenen haben das Recht auf Zugang zu musikalischen Aktivitäten: zur Teilnahme, zum Hören, zum musikalischen Schaffen und zur Information
4. Musikschaffende haben das Recht, sich als Künstler zu entwickeln und das Recht auf Kommunikation in allen Medien, indem ihnen angemessene Einrichtungen zu ihrer Verfügung stehen
5. Musikschaffende haben das Recht auf angemessene Anerkennung und Vergütung für ihre Arbeit

Mitglieder des ÖMR sind Organisationen und Einzelpersonen mit musikpolitischen Zielsetzungen: musikpädagogische Verbände, Verwertungsgesellschaften, Organisationen für Komponisten und Interpreten, Interessensvertretungen für Musikschaffende, Orchester, Veranstalter, Amateurmusikverbände, Ausbildungsinstitutionen sowie Personen des Österreichischen Musiklebens aller Genres und Stilrichtungen.

## Geschichte
Der ÖMR wurde 1956 an der Musikakademie Wien (heute: Universität für Musik und darstellende Kunst Wien) gegründet und 1959 als Verein eingetragen. Erster Präsident des Österreichischen Musikrats war der österreichische Komponist Gottfried von Einem (1959–1962), gefolgt von Hans Sittner (1962–1983), Gottfried Scholz (1983–1991), Wilfried Scheib (1991–1996), Franz Welser-Möst (1996–2000), Harald Ossberger (2000–2006) und Harald Huber (2006–2024). Seit 2024 ist die Musikmanagerin Eva-Maria Bauer Präsidentin des ÖMR und leitet die Organisation gemeinsam mit dem Kulturmanager Günther Wildner (Generalsekretär) und dem Komponisten Paul Hertel (Vorsitzender des Kuratoriums). Hauptsitz ist Wien.
Bekannte Mitglieder waren bzw. sind Herbert von Karajan, Karl Schiske, Friedrich Gulda, Bernhard Paumgartner, Robert Schollum, Hans Erich Apostel, Erich Schenk, Dieter Kaufmann, Marianne Mendt.

## Symposien
- 2001: Interessenvertretungen und Urheberrecht
- 2004: Kreativität und Pluralismus – Bedingungen musikbezogener kreativer Arbeit in Österreich im Zeitalter musikalischer Vielfalt
- 2006: Musik und Gesellschaft – Was leistet die Musik für die Gesellschaft? Was leistet die Gesellschaft für die Musik? Perspektiven der österreichischen Musikpolitik
- 2008: West meets East – Musik und interkultureller Dialog
- 2010: 1. European Forum on Music (EMC, hosted by ÖMR) – Musical Diversity - looking back, looking forward
- 2011: 1. Österreichischer Orchestertag
- 2014: Musik aus Österreich im globalen Kontext – Berichte, Diskussionen, Zukunftsvisionen
- 2016: 60 Jahre ÖMR – Perspektiven österreichischer Musik und Musikpolitik[6]
- 2018: Diplom in der Tasche! Was nun? – Von der Musikausbildung zur Karriere[7]